# Spoorlijn Husum - Flensburg
De spoorlijn Husum - Flensburg was een Duitse spoorlijn en was als spoorlijn 1208 onder beheer van DB Netze.

## Geschiedenis
Het traject werd door de Deutsche Reichsbahn op 2 november 1926. Het personenvervoer werd per 31 mei 1959 stilgelegd. De lijn werd gesloten op 31 januari 1970 en vervolgens opgebroken.

## Aansluitingen
In de volgende plaatsen is of was er een aansluiting op de volgende spoorlijnen:
Husum
DB 1011, spoorlijn tussen Jübek en Husum
DB 1012, spoorlijn tussen Rendsburg en Husum
DB 1204, spoorlijn tussen Husum en Tönning
DB 1210, spoorlijn tussen Elmshorn en Westerland
Löwenstedt
DB 1209, spoorlijn tussen Bredstedt en Löwenstedt
Flensburg-Weiche
DB 1000, spoorlijn tussen Flensburg en Padborg
DB 1001, spoorlijn tussen Flensburg en Lindholm
DB 1040, spoorlijn tussen Neumünster en Flensburg